# Sławoszewo
Sławoszewo (deutsch Neuhaus) ist ein Dorf im Nordwesten Polens. Es liegt 13 km nordwestlich von Stettin. Sławoszewo gehört zur Landgemeinde Dobra (Daber) im Powiat Policki in der Woiwodschaft Westpommern.